# Archie Goodwin
Archie Goodwin, född 1937, död 1998, var en amerikansk serieskapare som arbetade på ett antal seriestrippar för dagspress såväl som för serietidningar, och han är väl mest känt för sitt arbete för Warren och Marvel. Han är ofta omnämnd som "the best-loved comic book editor, ever".
Goodwin började som en skämttecknare och som frilansande "författare och tillfällig art assistent" till Leonard Starrs dagspresserie Mary Perkins, On Stage.
Från 1964 var han skribent för Warren's Creepy magazine. Han arbetade för Warren mellan 1964 och 1967, som huvudförfattare och chefredaktör för Creepy, Eerie och Blazing Combat, och han bidrog starkt till Vampirella-seriens karaktär, och några av seriens mest läsvärda historier.
Från 1967 till 1980 skrev Goodwin manus för King Features Syndicate, inklusive dagspresserien Secret Agent X-9, som samtidigt ändrade namn till Secret Agent Corrigan, tecknad av Al Williamson, samtidigt som han bidrog med manus till några andra serier.
Goodwin började arbeta för Marvel Comics 1968 och var den ursprungliga författaren på Iron Man-serien som lanserades det året.
1976-77 var Goodwin chefredaktör för Marvel Comics, oss då fick rätten att publicera Star Wars-filmen  som tecknad serie. Goodwin skrev manus och bl.a. Carmine Infantino tecknade.
Från 1981 tog Goodwin tillsammans med Al Williamson över Star Wars dagstidningsserie efter att Russ Manning avlidit.
Goodwin återvände till DC Comics som redaktör och författare 1989, där han bl.a. skrev och var redaktör för ett flertal Batman-projekt.